# Hof van Sint-Baafs

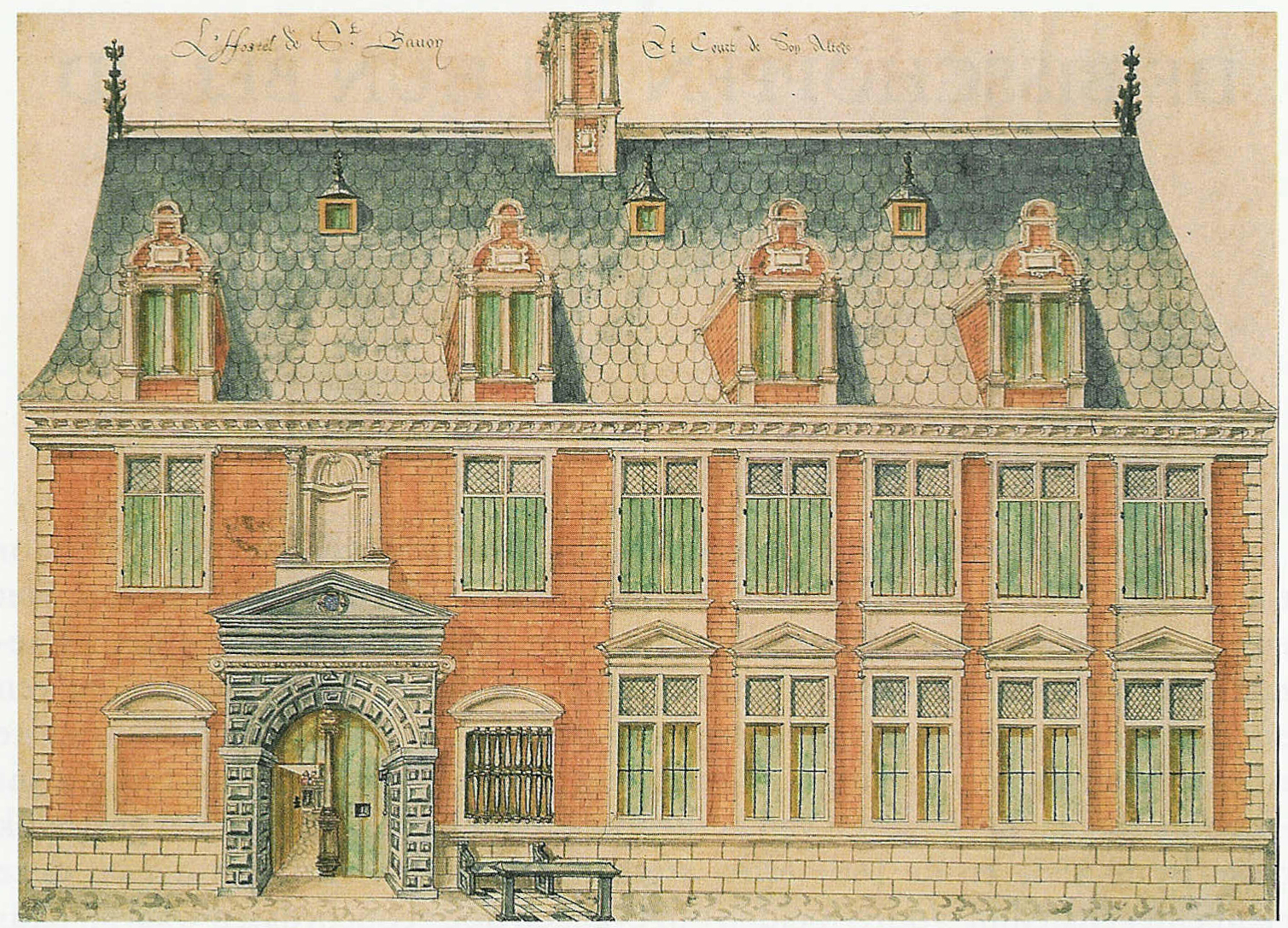
Het Hof van Sint-Baafs in 1585.

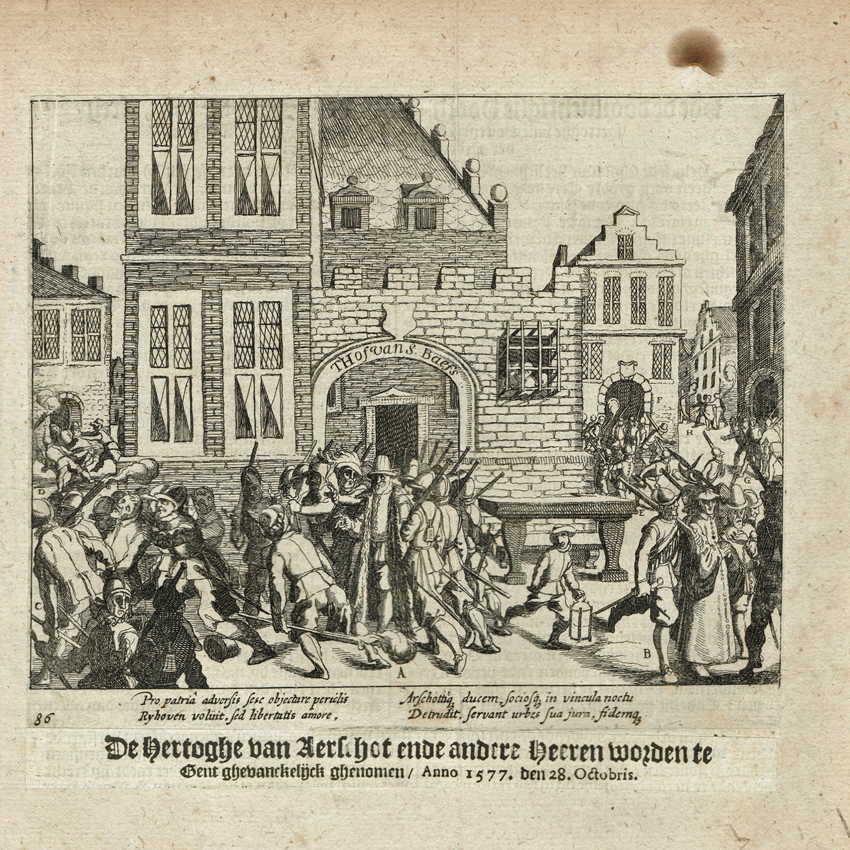
De gevangenneming van de Hertog van Aarschot en andere edelen in het Hof van S. Baefs te Gent, 28 oktober 1577. Prent uit 'De Nassausche Oorloghen' van W. Baudartius.

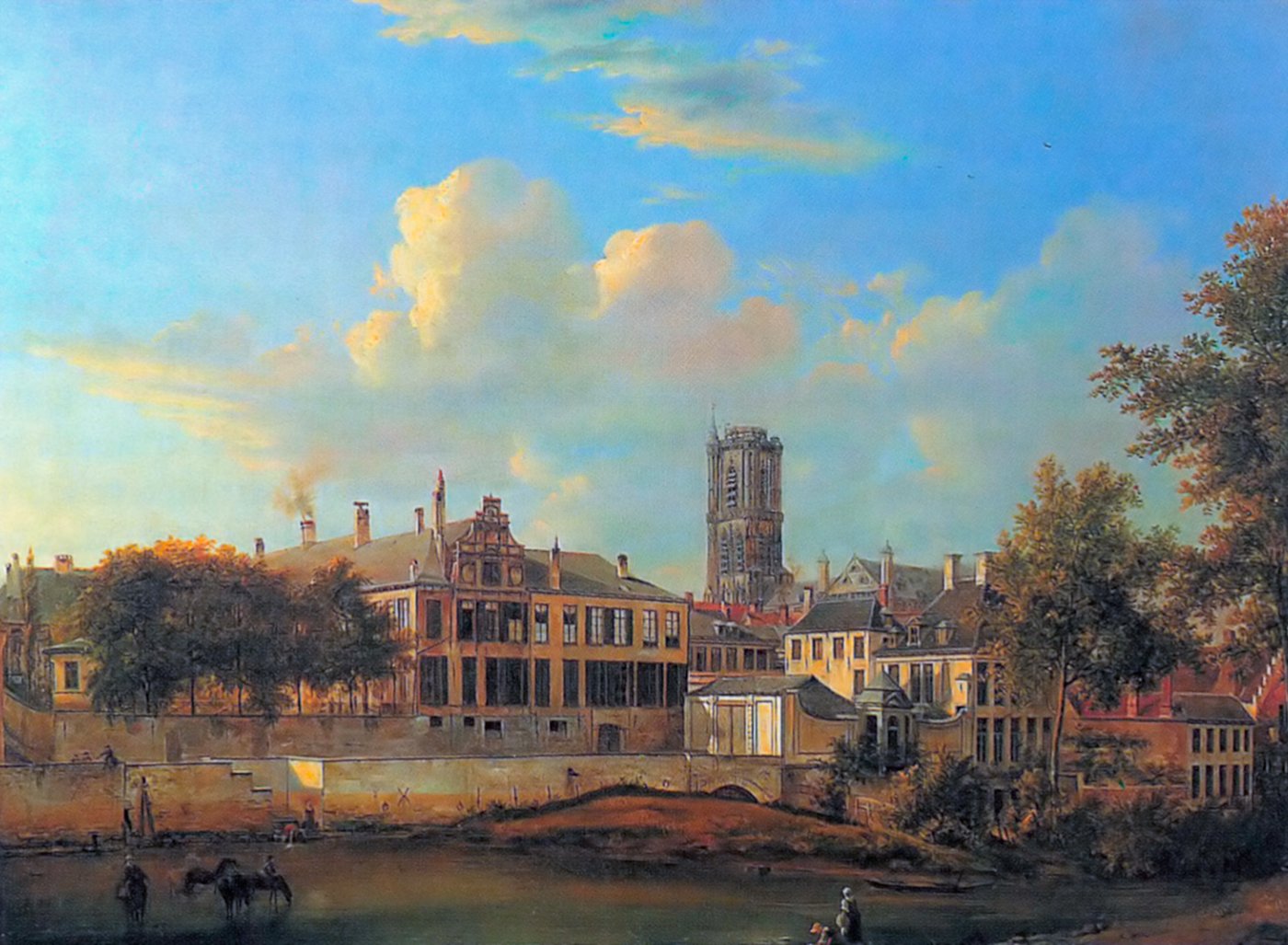
In 1819 toen het reeds verbouwd was.

Het Hof van Sint-Baafs is een woning die stond op de plaats van het huidige provinciehuis in de Oost-Vlaamse hoofdstad Gent, gelegen aan het huidige Laurentplein.
Het heeft in de loop der eeuwen verschillende bestemmingen gekregen.

## Proostdij
Het gebouw heette aanvankelijk het Steen van Auweghem en was eigendom van Nicolaas Triest die het - op bevel van keizer Karel V - in 1543 verkocht aan het pas opgerichte Sint-Baafskapittel, om als residentie te dienen voor de eerste proost Lucas Munich. Hij was de prelaat van de afgeschafte Sint-Baafsabdij in 1540 en gaf tevens de naam Hof van Sint-Baafs aan dit voormalig steen. Zijn opvolger Viglius liet het grondig verbouwen.
De verkoper Nicolaas Triest was de overgrootvader van de latere bisschop Antonius Triest.

## Functies
In 1578 stond het Hof van Sint-Baafs tijdens de Calvinistische Republiek ten dienste van Willem van Oranje, de toenmalige prins van Oranje. Na herovering door Alexander Farnese deed het eerst dienst als gevangenis en nadien als verblijfplaats voor de hertogen Albrecht en Isabella tijdens hun doorreizen in Gent. In 1623 werd het ter beschikking gesteld van de bisschop van Gent. De eerste bisschop die er verbleef was bisschop Antoon Triest die het nogmaals liet verbouwen in 1633.
Het bleef die functie behouden tot in 1794 toen de Franse bezetters het aansloegen als nationaal goed. Het werd ingericht als administratief centrum van het Scheldedepartement. Vervolgens als ambtswoning van de prefect en nadien voor de gouverneur van Oost-Vlaanderen.
Niets van het gebouw blijft nog over, maar op die plaats zetelt nog altijd de administratie van de provincie Oost-Vlaanderen.